# In Your Room (canción de The Bangles)
«In Your Room» es un sencillo del grupo estadounidense The Bangles, perteneciente al álbum Everything. Fue escrita por Susanna Hoffs, Tom Kelly y Billy Steinberg. Llegó al Top cinco en Estados Unidos, y apareció en las listas de Australia, Nueva Zelanda y el Reino Unido.

## Recepción
Jim Freek, de la revista Rolling Stone, dijo que In Your Room fue quizá la mejor canción de la banda publicada después de su álbum debut.

## Rendimiento en listas
| Lista (1988)                        | Posición máxima |
| ----------------------------------- | --------------- |
| Australia (ARIA)                    | 41              |
| Estados Unidos (Billboard Hot 100)  | 5               |
| Estados Unidos (Modern Rock Tracks) | 5               |
| Nueva Zelanda (RIANZ Singles chart) | 11              |
| Reino Unido (UK Singles Chart)      | 35              |